# شاه‌نشین غنی‌آباد
شاه‌نشین غنی آباد، اثری تاریخی مربوط به دوره قاجار است که در روستای غنی‌آباد از توابع شهرستان بشرویه واقع شده‌است. این اثر در تاریخ ۲۶ دی ۱۳۸۶ با شمارهٔ ثبت ۲۰۵۷۴ به‌عنوان یکی از آثار ملی ایران به ثبت رسیده است.